# Klemens Bąkiewicz
Klemens Bąkiewicz (* 1. Dezember 1760 in Chmielnik; † 2. Januar 1842 in Sandomierz) war nominierter Bischof von Sandomierz.

## Leben
Am 5. Dezember 1784 empfing Bąkiewicz die Priesterweihe. Im Jahr 1820 wurde er Rektor des Priesterseminars in Sandomierz. Er wurde 1830, nach dem Tod von Bischof Adam Prosper Burzyński, Administrator des Bistums Sandomierz. Am 9. August 1840 wurde er zum Bischof von Sandomierz bestellt. Er starb am 2. Januar 1842 als Kandidat, eine Konsekration fand nicht statt.
Seine letzte Ruhestätte fand er in der Krypta der Kathedrale von Sandomierz.